# 6687 Lahulla
6687 Lahulla è un asteroide della fascia principale del diametro medio di circa 13,25 km. Scoperto nel 1980, presenta un'orbita caratterizzata da un semiasse maggiore pari a 2,2590758 UA e da un'eccentricità di 0,0206459, inclinata di 0,53646° rispetto all'eclittica.